# Ruprechtia standleyana
Ruprechtia standleyana là một loài thực vật có hoa trong họ Rau răm. Loài này được Cocucci miêu tả khoa học đầu tiên năm 1961.